# Xie Zhimin
Xie Zhimin (謝智民S, Xiè ZhìmínP; trascritto anche Che Chi Man; 7 agosto 1975) è un ex calciatore macaense, di ruolo centrocampista.

## Palmarès

### Club
- Campionati di Macao: 7

Lam Pak: 1997, 1998, 1999, 2001, 2006, 2007, 2009